# Holubinka révová
Holubinka révová (Russula xerampelina) je druh houby z čeledi holubinkovitých (Russulaceae).

## Znaky
Masitý klobouk dorůstá 5–12 cm v šířce, během vývoje přechází z kulovitého na plošně rozložený. Na okrajích vyvinutých plodnic je znatelné jemné rýhování. Pokožka je ve vlhkém prostředí slizká, v suchu naopak matná, okraje se dají trochu sloupnout. Barvu má vínovou, karmínovou až nachovou.
Bílé až jemně okrové lupeny jsou na klobouku hustě uspořádané, postupně však řídnou. U třeně jsou větvené, celkově jsou na klobouku zaoblené až tupé. Výtrusný prach je okrový.
Třeň je válcovitý, u báze občas mírně ztlustlý, 4–9 cm dlouhý, 1,5–3 cm široký, pevný, u starých plodnic vrásčitý, typické je zde jemně růžové zbarvení.
Pevná, bílá, ve třeni nahnědlá dužnina má nevýraznou chuť, typicky zapáchá po slanečcích (to je typické zejména pro vyvinuté a suché plodnice, vůně mladých bývá popisována jako jemně ovocná), poraněním nebo stárnutím získává hnědožlutou barvu.

## Užití
Jedlá houba.

## Ekologie
Holubinka révová roste ve výše položených jehličnatých lesích na kyselém podloží, ze stromů preferuje smrky a borovice. Čas růstu je srpen až říjen.

## Rozšíření
Výskyt byl popsán v Evropě, Americe (zejména na severu), Jihoafrické republice, Austrálii, Japonsku, Grónsku, Rusku, Indonésii, Malajsii, na Tchaj-wanu, Islandu a Filipínách.

## Galerie

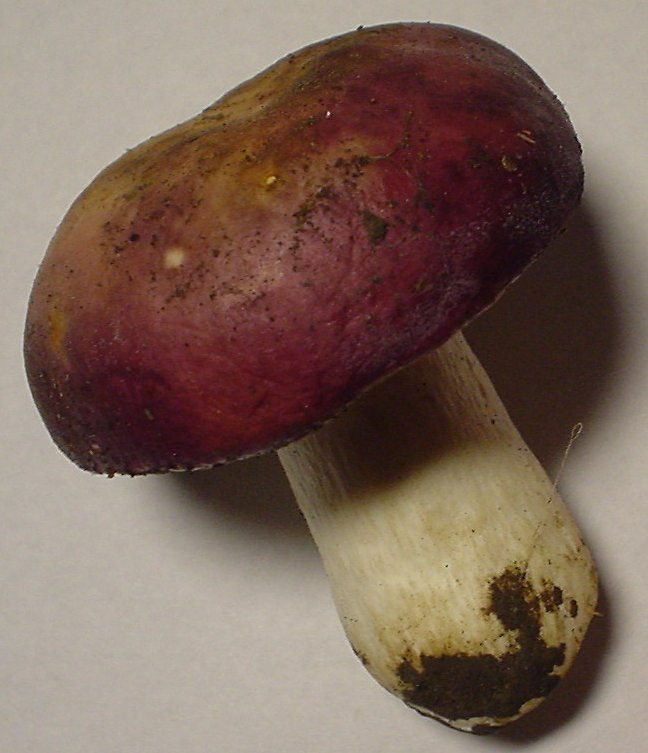
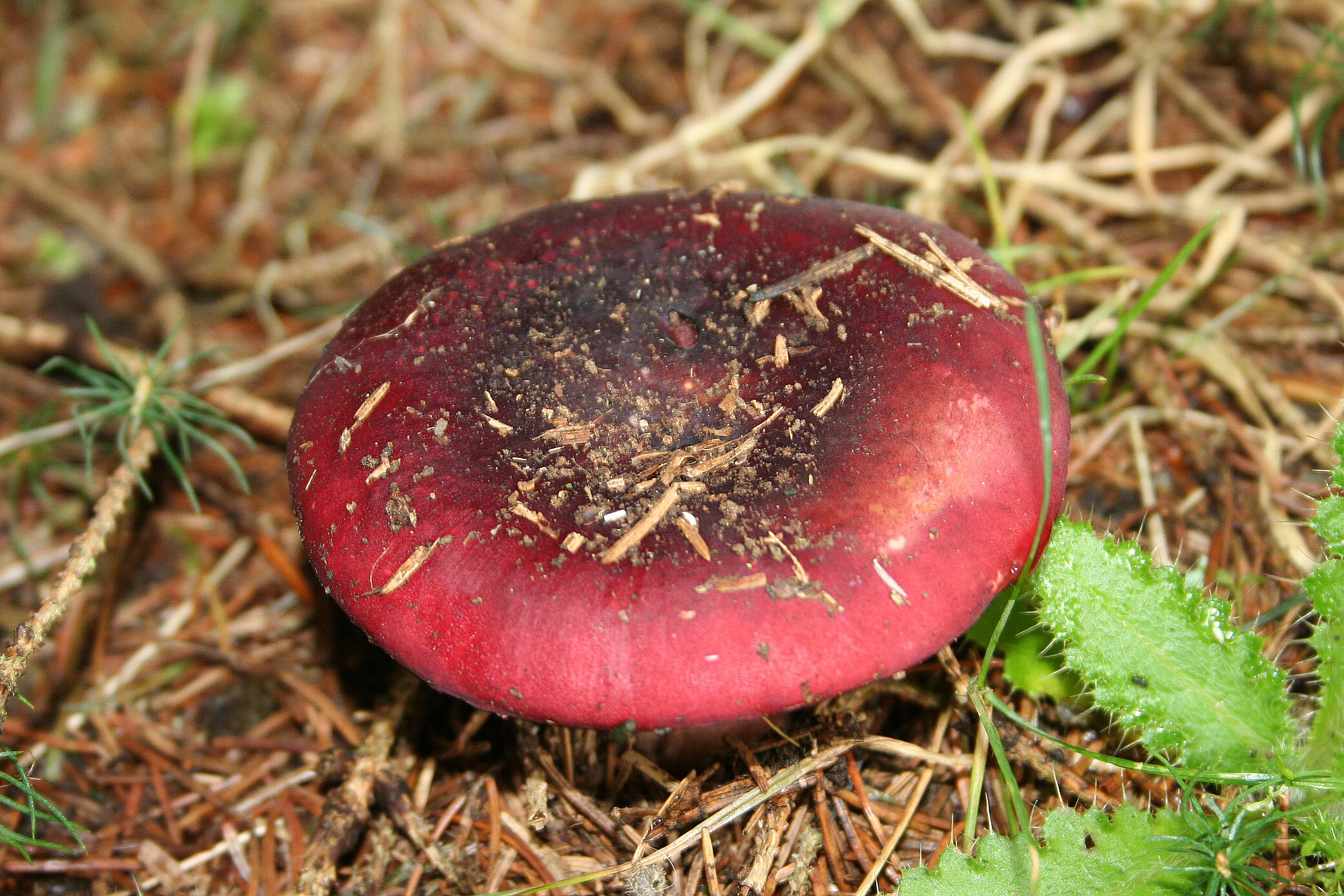
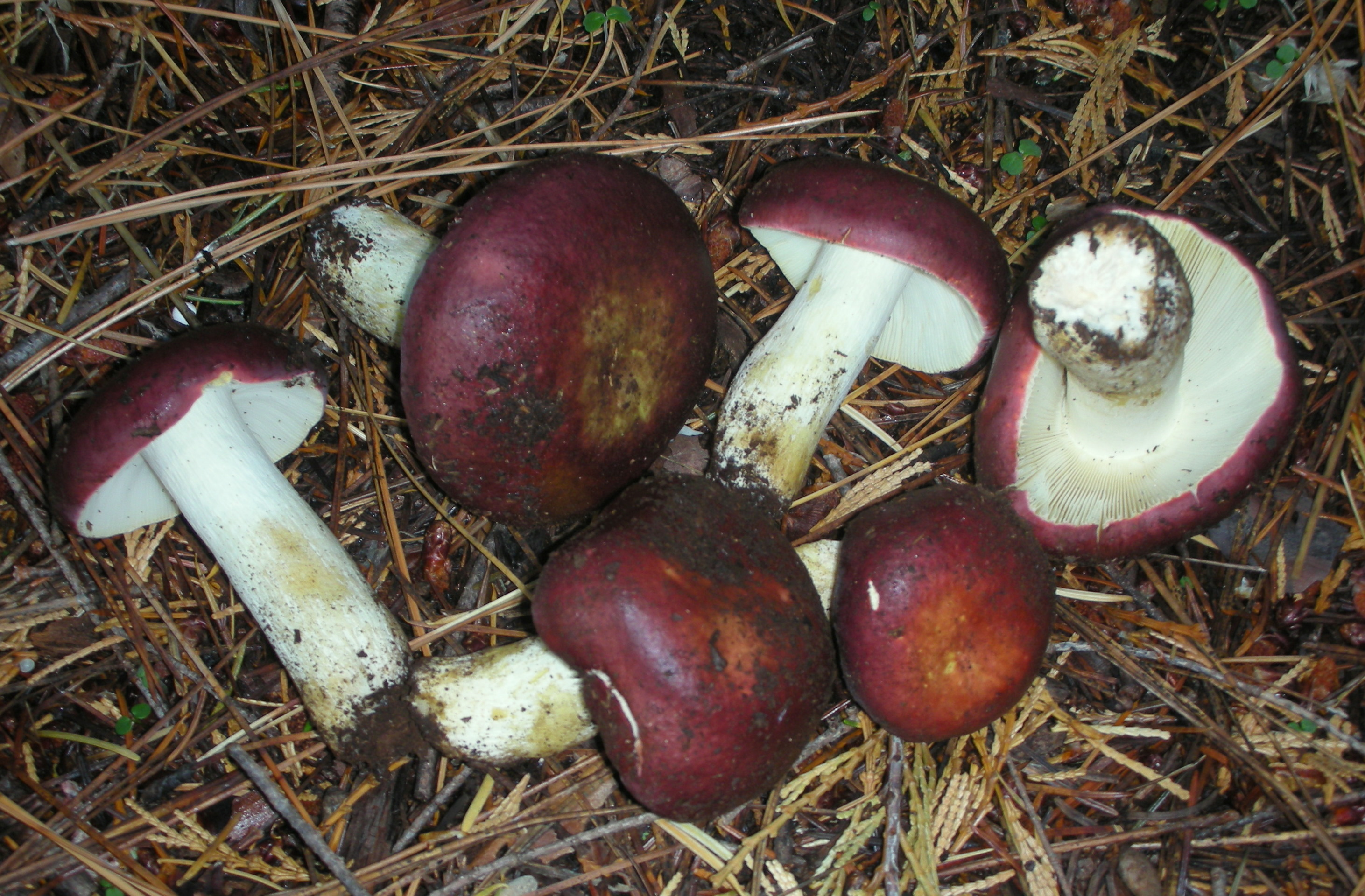
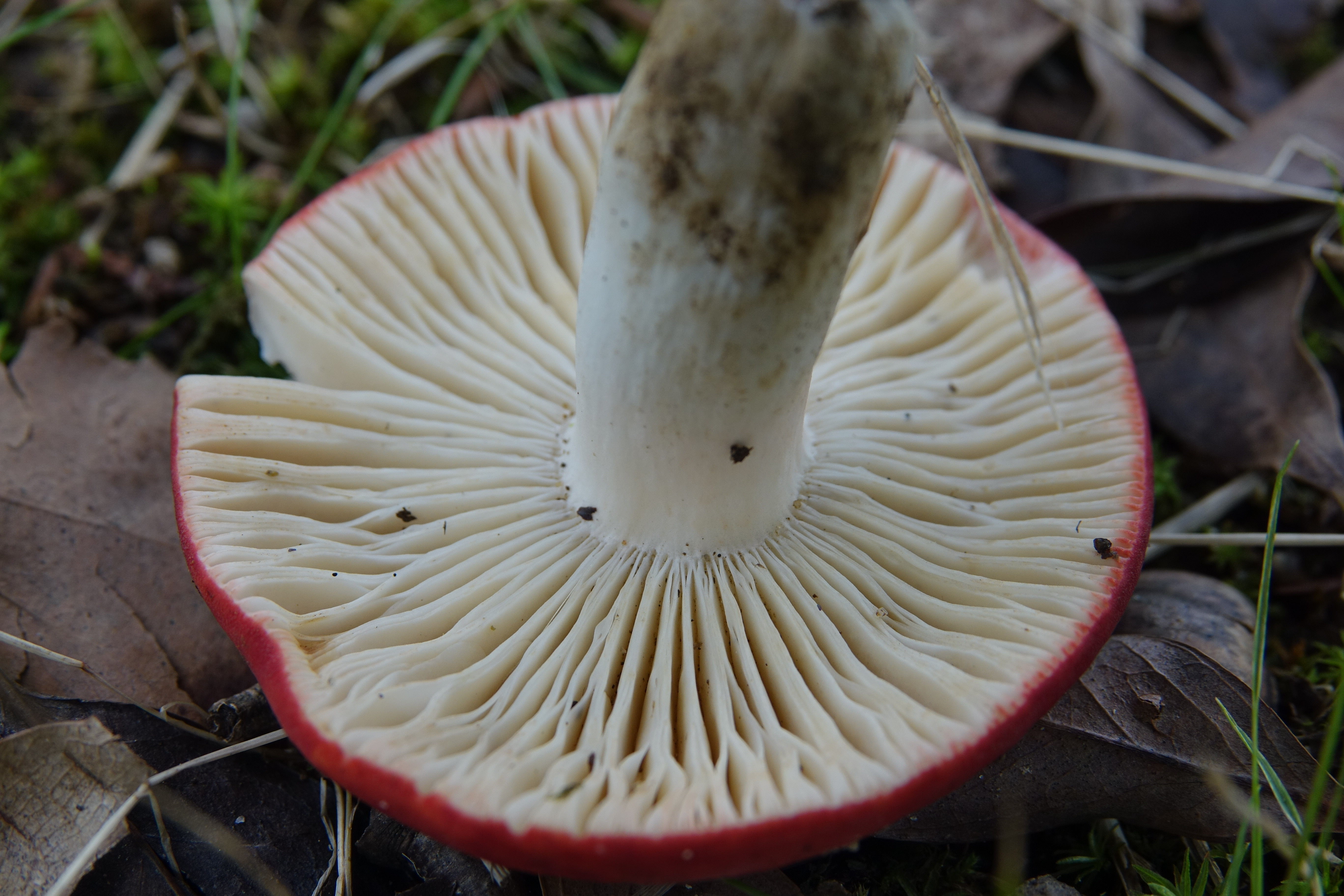
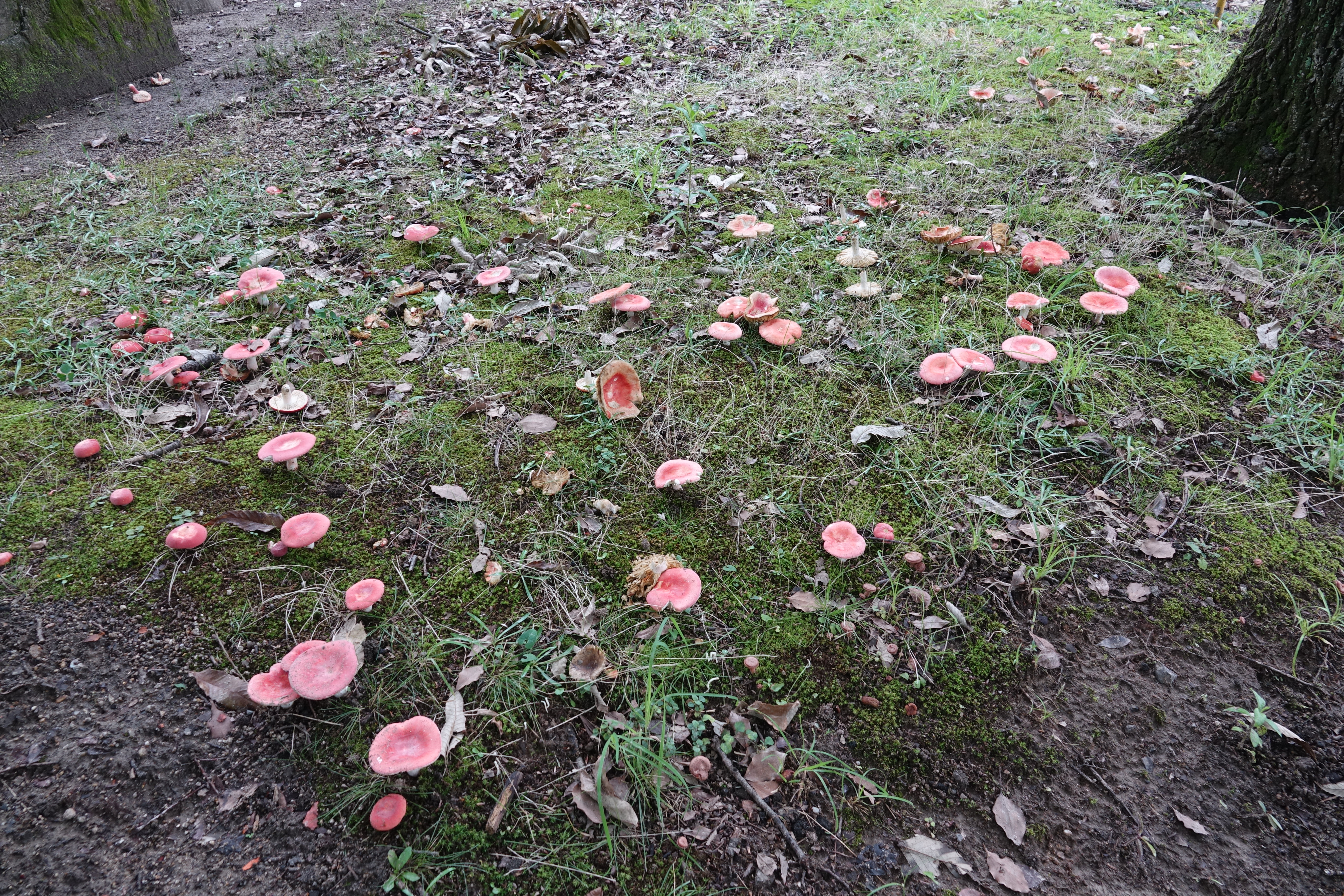

## Možnost záměny
- Holubinka brunátná (Russula badia)
- Holubinka černonachová (Russula atropurpurea)
- Holubinka příbuzná (Russula cognata)

Existuje i několik forem této houby, které se liší zejména odstínem klobouku a stanovištěm:
- Russula elaedoes – vyskytuje se v listnatých lesích, preferuje duby, buky a břízy, klobouk je zbarven do olivově zelené.
- Holubinka buková (Russula faginea) – vyskytuje se pod buky, klobouk je zbarven do hněda až vínova, s nažloutlým středem.
- Holubinka alpínská (Russula pascua) – vyskytuje se v alpinských vřesovištích, tvoří drobné plodnice
- Holubinka slanečková Russula graveolens) – vyskytuje se pod duby, klobouk je zbarven do hněda až vínova, třeň je bílý, ve stáří žlutohnědý.